# Powder Horn
Powder Horn es un lugar designado por el censo ubicado en el condado de Sheridan en el estado estadounidense de Wyoming. En el año 2020 tenía una población de 682 habitantes y una densidad poblacional de 137,5 personas por km².

## Geografía
Powder Horn se encuentra ubicado en las coordenadas 44°41′28″N 106°58′22″O / 44.69111, -106.97278. Según la Oficina del Censo, la localidad tiene un área total de 4,96 km² (1,9 mi²), de la cual 4,96 km² (1,9 mi²) es tierra y 0 km² (0 mi²) (0.0%) es agua. 
Se encuentra a 11 km al sur de Sheridan, la sede del condado. 